# Cuevas de Bedse

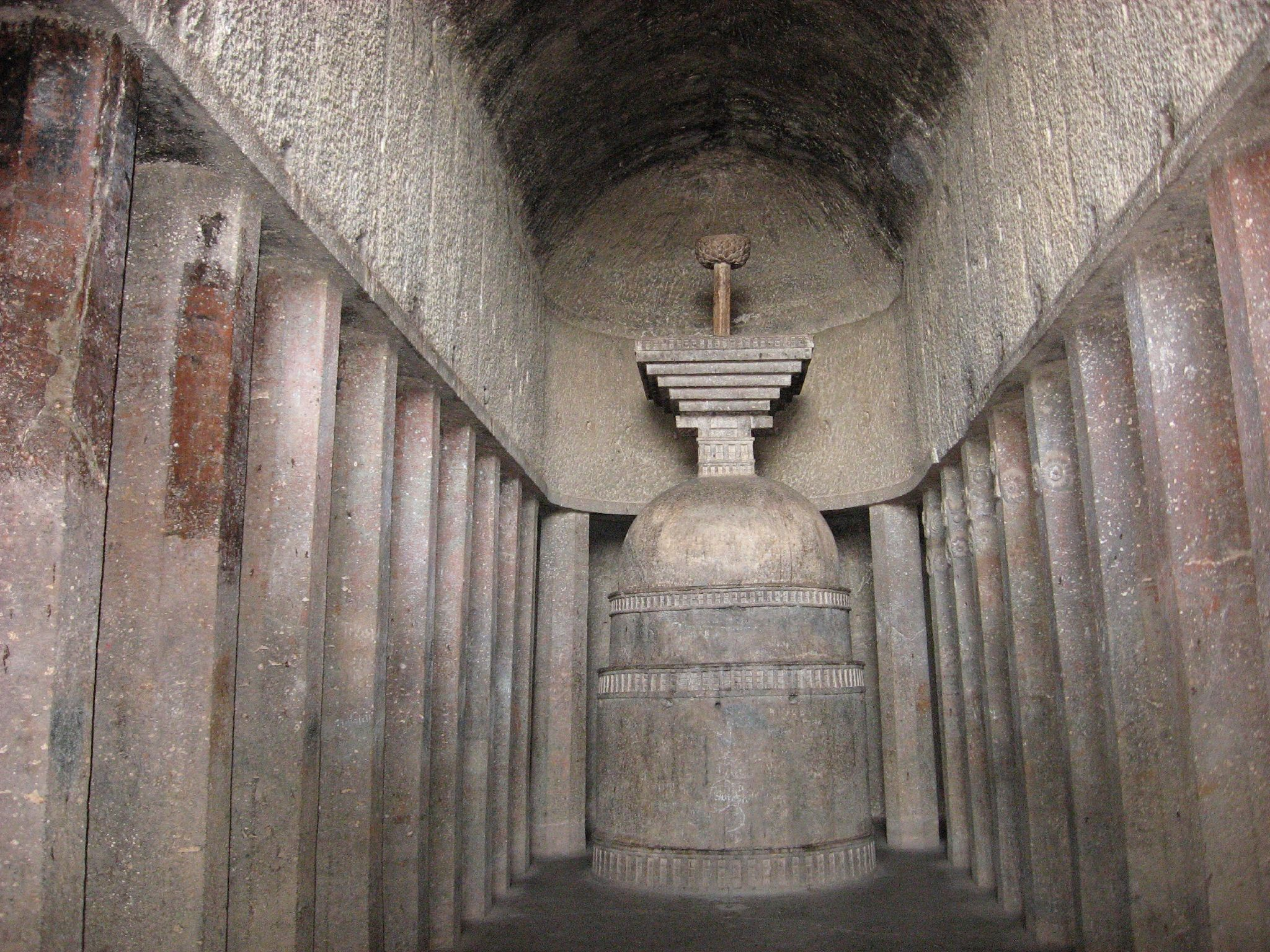
La chaitya o sala de oración con la estupa al fondo.

Las cuevas de Bedse o de Bedsa son unas cuevas budistas excavadas en la roca situadas en Maval, en la región de Maharashtra, India. Su historia se puede rastrear hasta el siglo I a. C.
Hay dos cuevas principales: la más conocida es la chaitya o sala de oración, que tiene una gran estupa; la otra es un vihara, el monasterio en el que se alojaban los monjes. Ambas cuevas tienen relieves, aunque son menos elaborados que los de cuevas posteriores. Hasta aproximadamente 1861 las cuevas se cuidaban regularmente, e incluso se pintaban. Las autoridades locales ordenaban estos trabajos para agradar a los oficiales coloniales británicos que visitaban frecuentemente las cuevas. Esto causó que se perdieran los restos del recubrimiento original de yeso que contenía pinturas. Ambas cuevas están orientadas al este, así que se recomienda visitarlas temprano, ya que con la luz del sol se realza la belleza de los relieves. Hay otra estupa en el exterior de las cuevas. 
Estas cuevas son menos conocidas y visitadas que las cercanas Cuevas de Karla y Cuevas de Bhaja. Cerca de las cuevas de Bedse están también los fuertes de Lohagad, Visapur, Tung y Tikona.  

## Galería

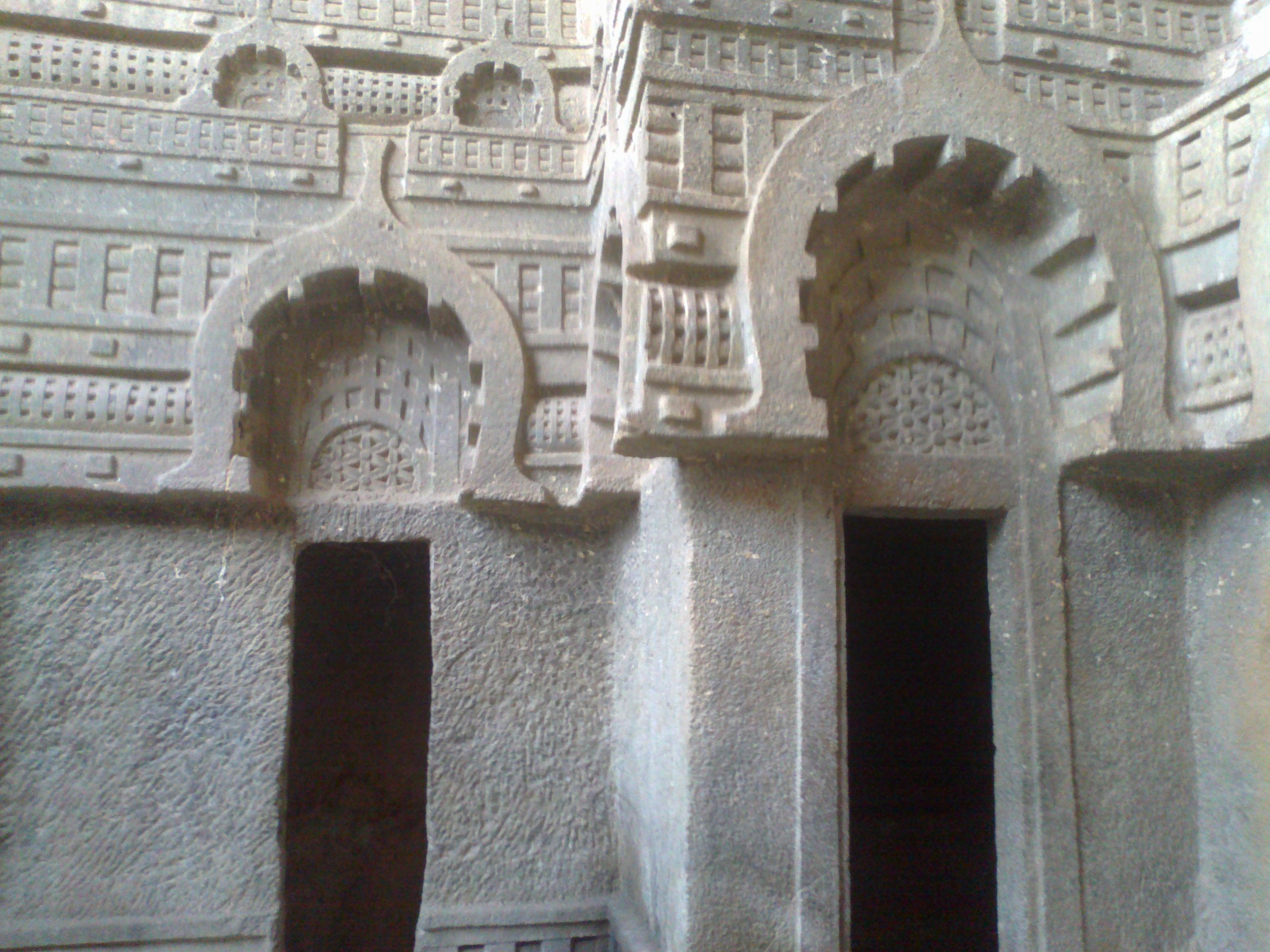
Arcos de herradura
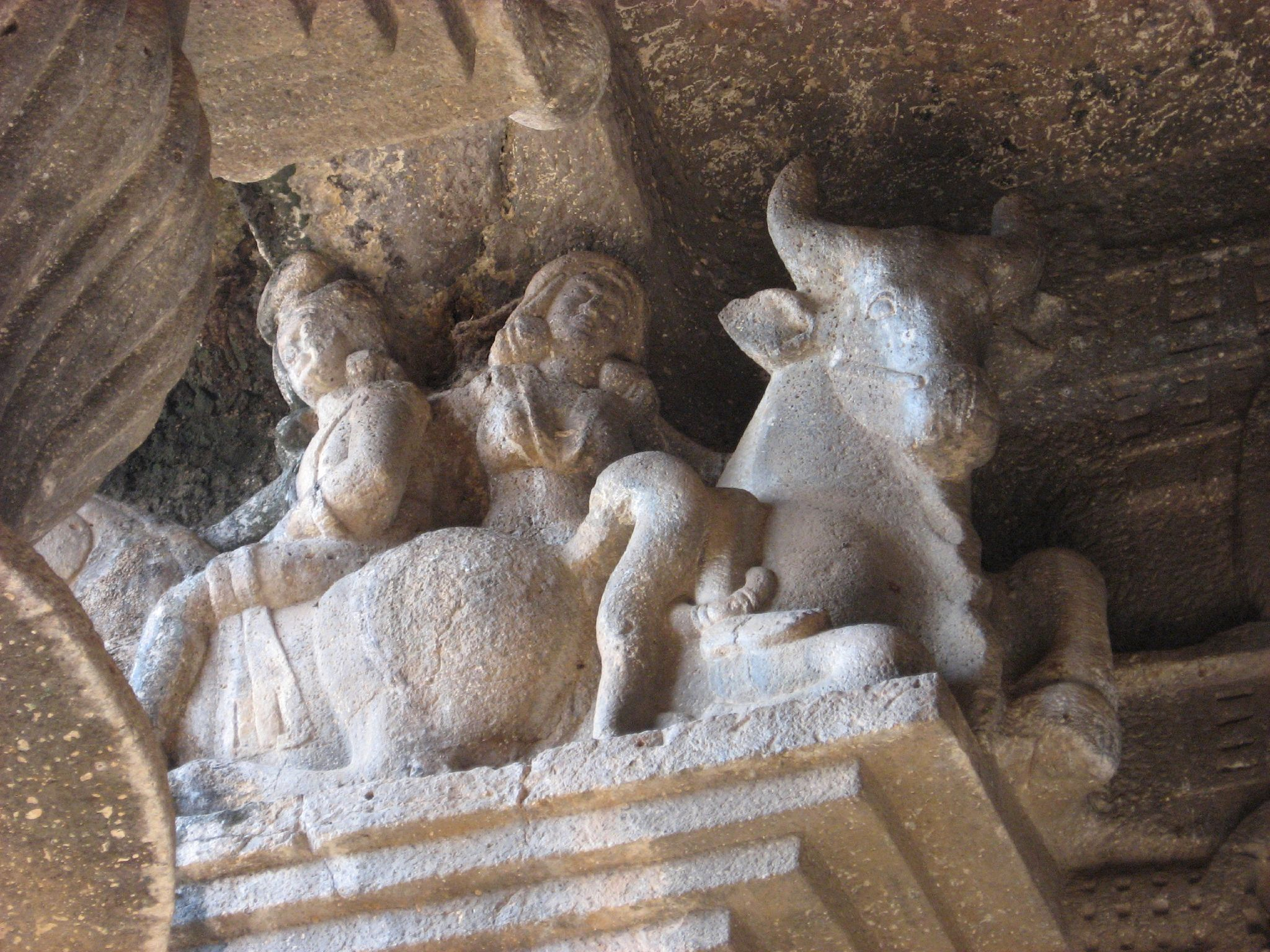
Detalle de los relieves de la entrada principal
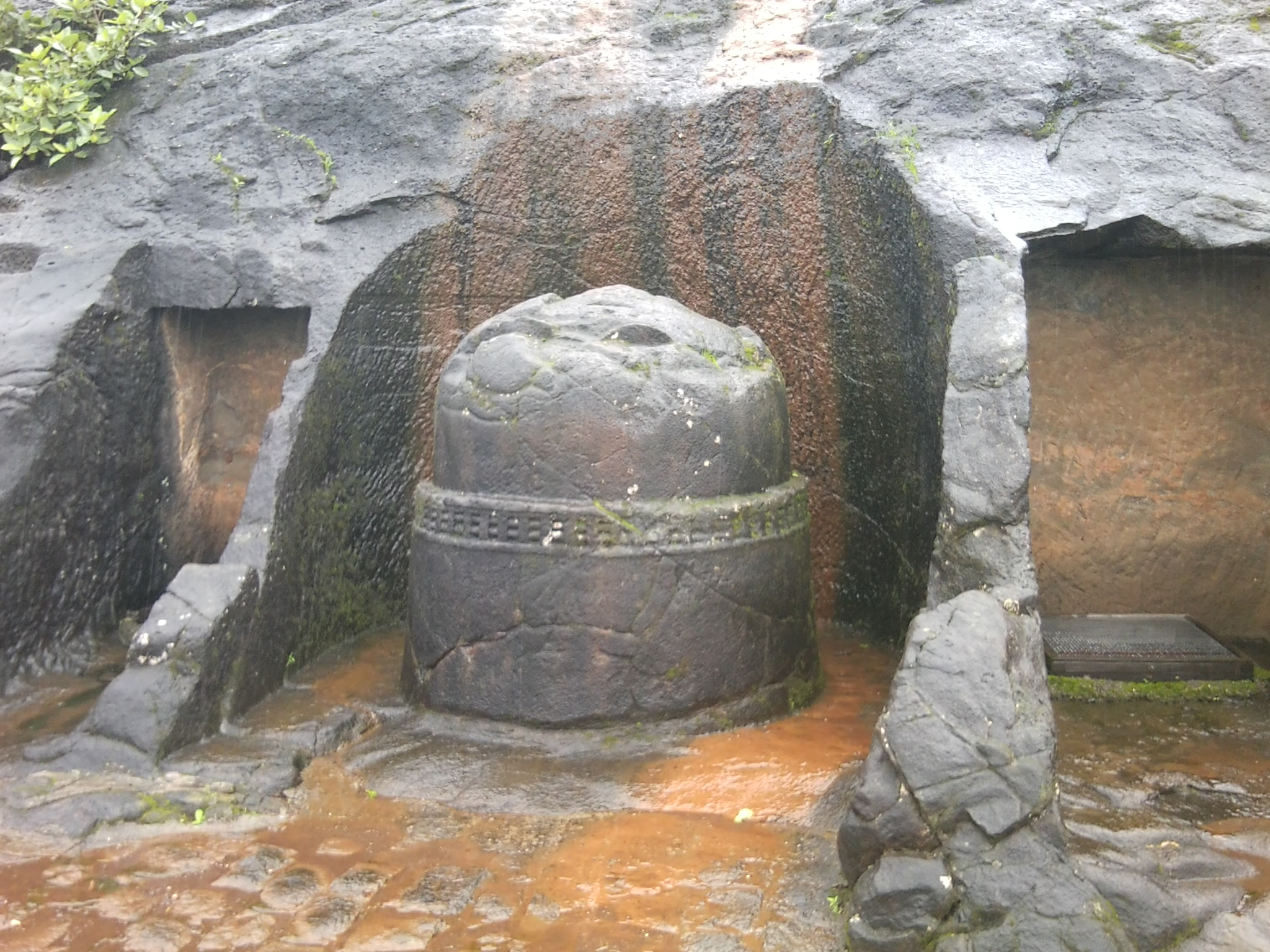
Pequeña estupa situada en el exterior
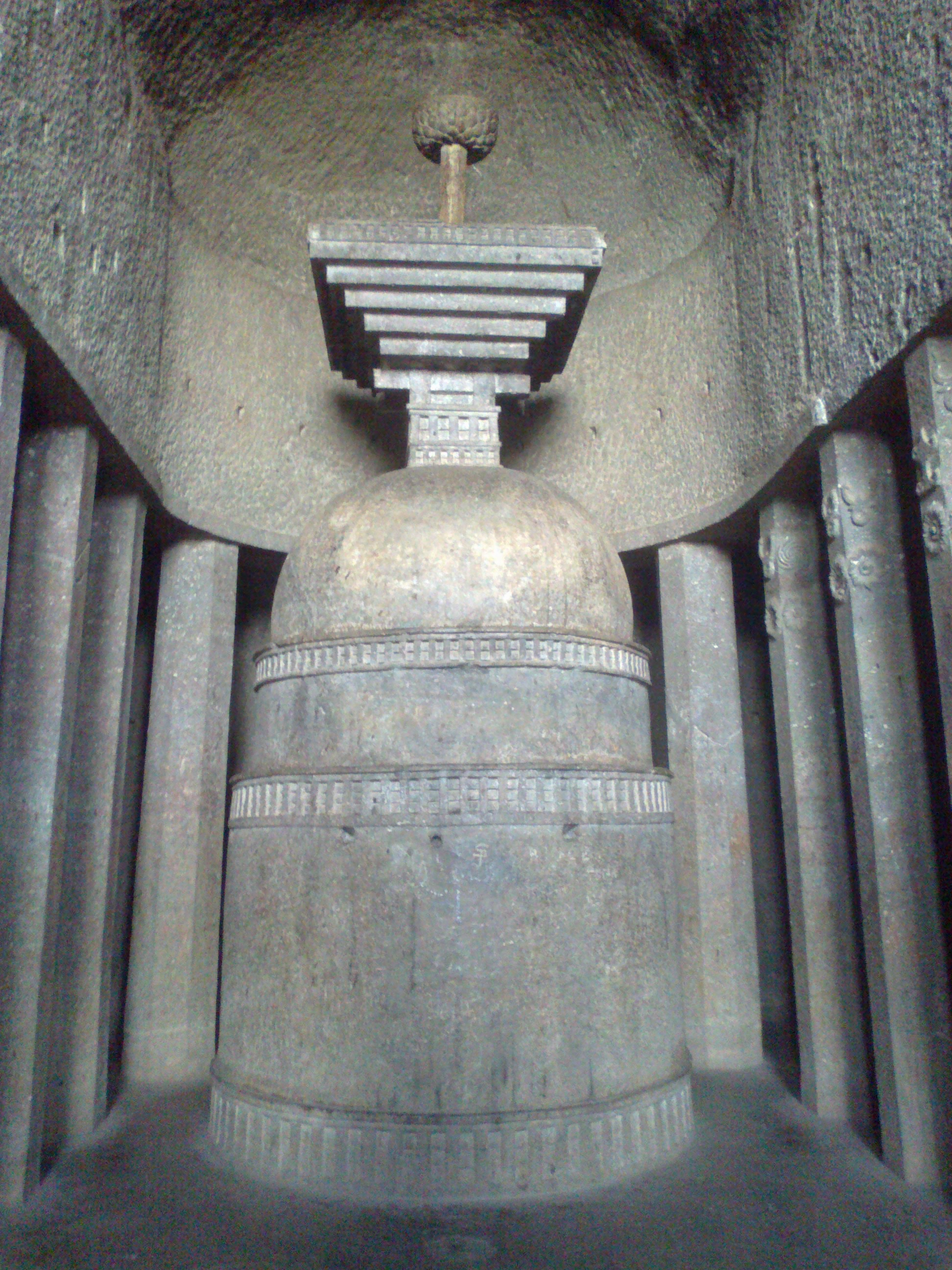
La chaitya
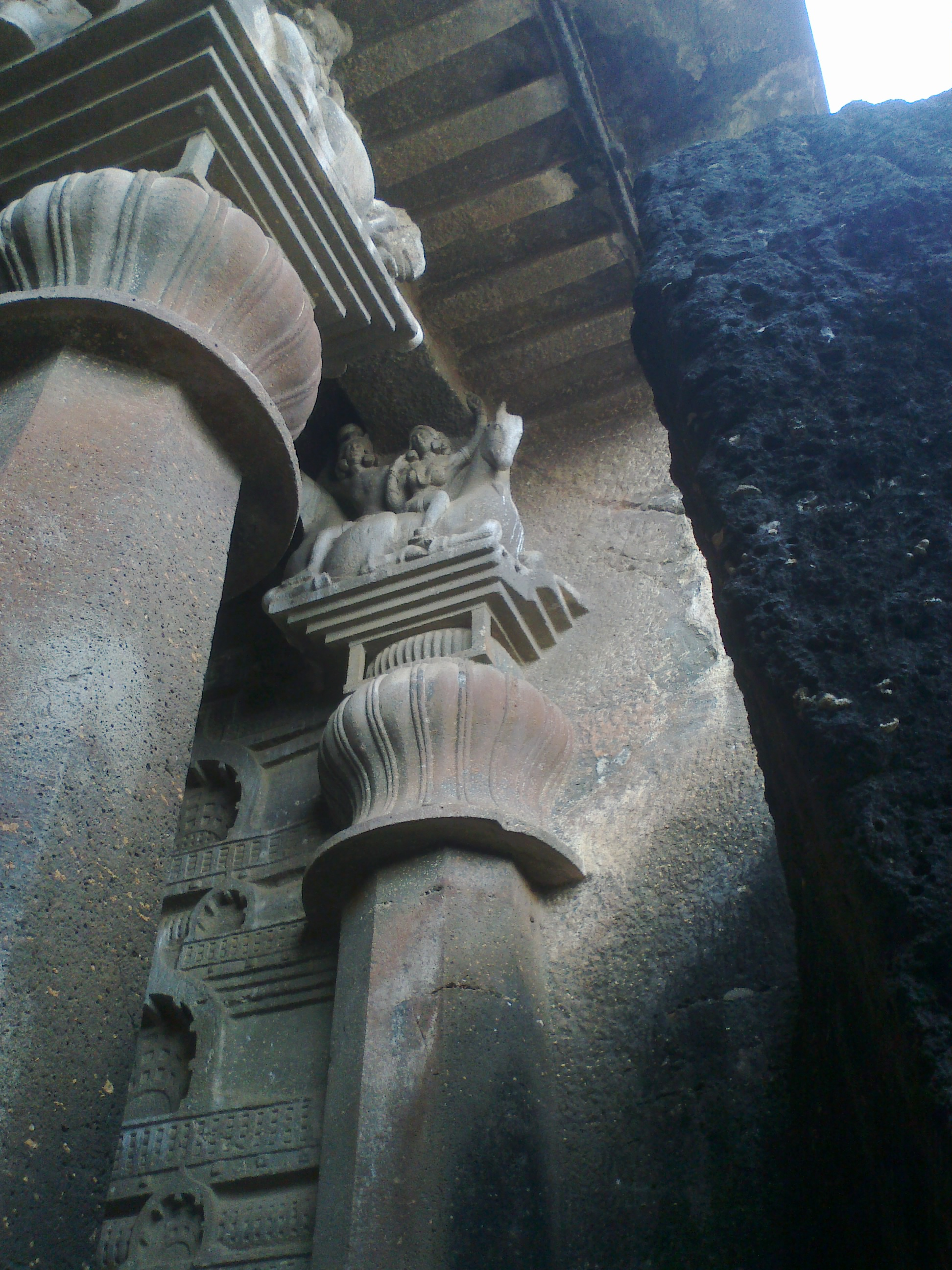
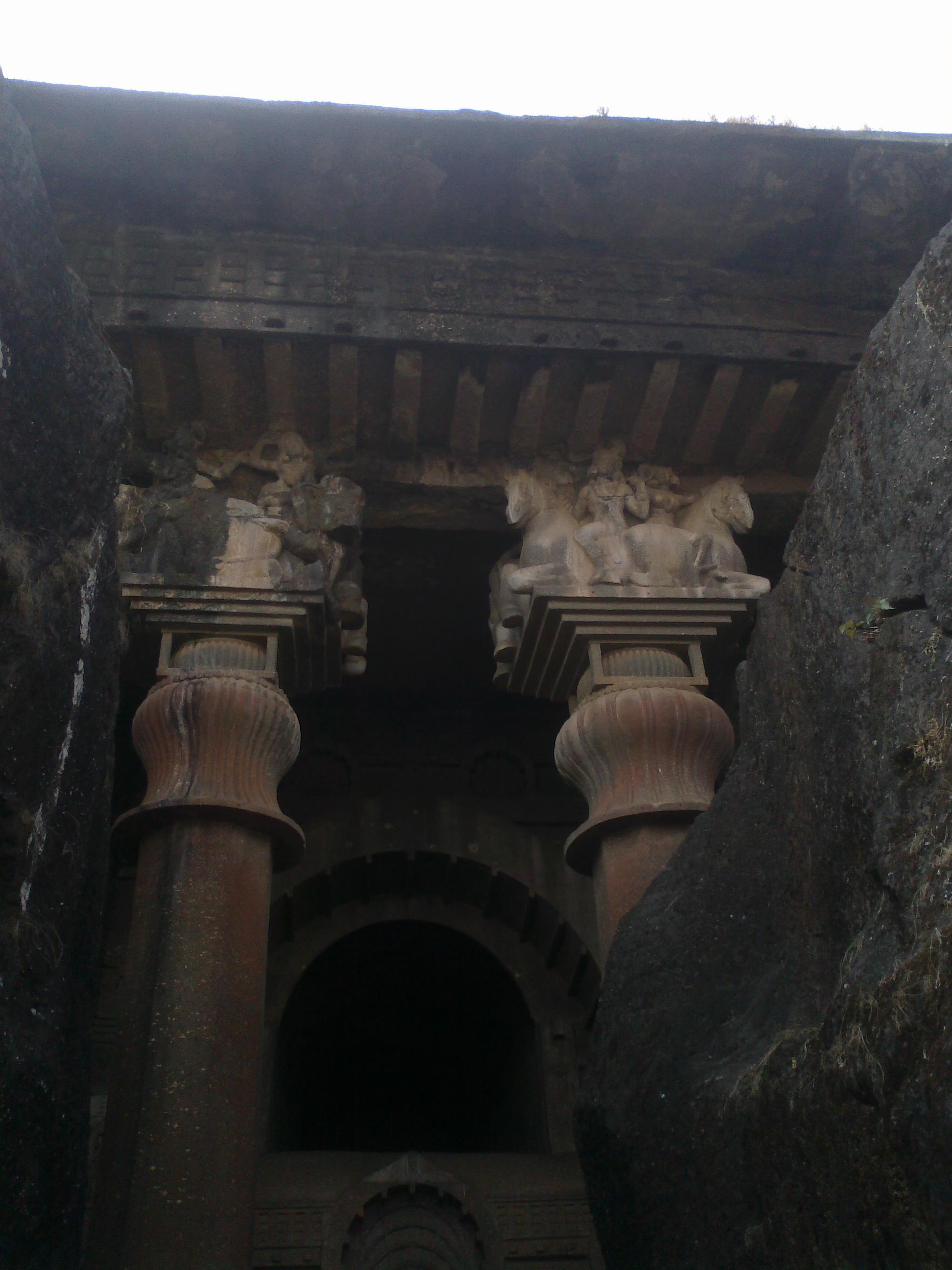
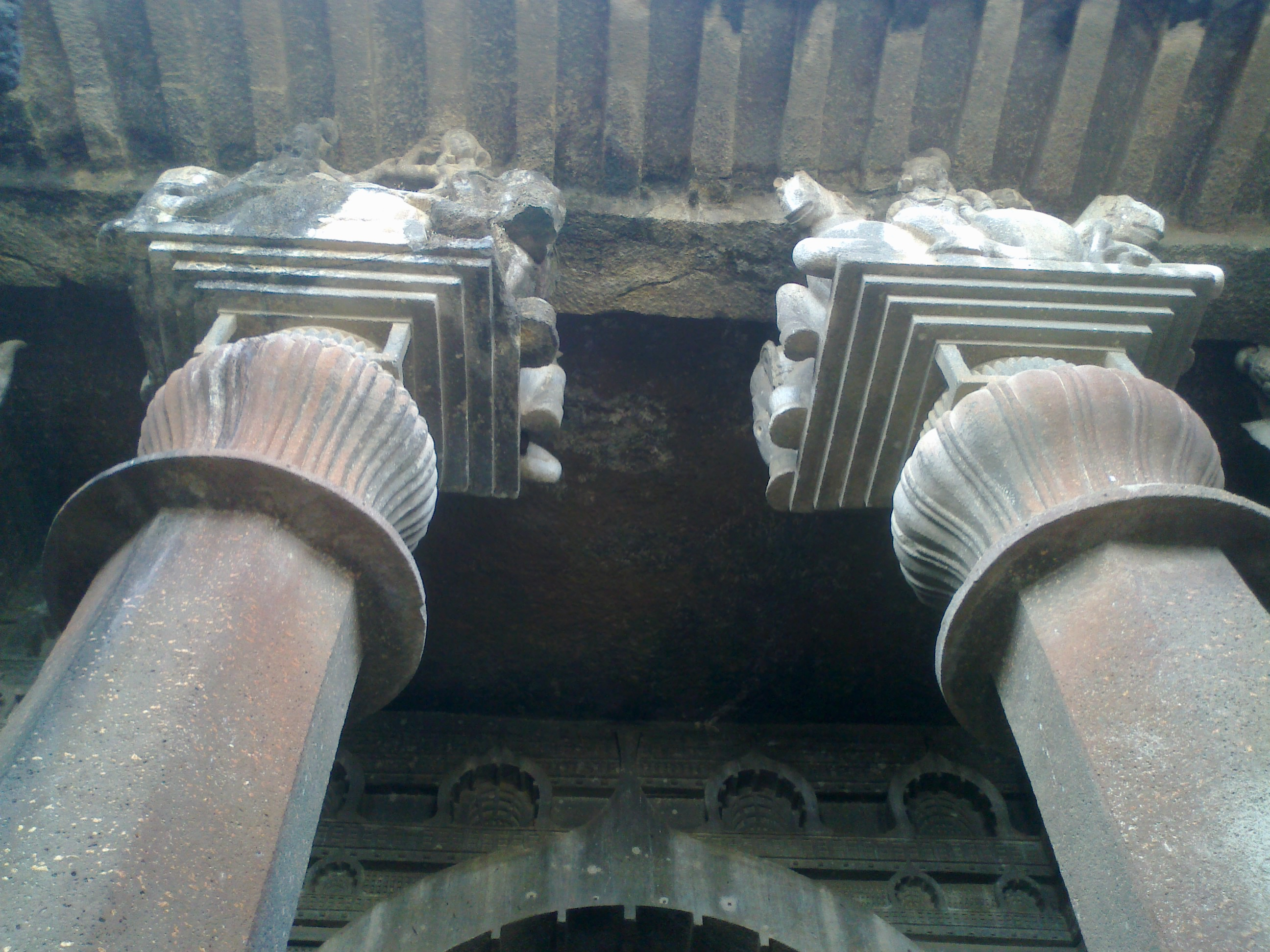
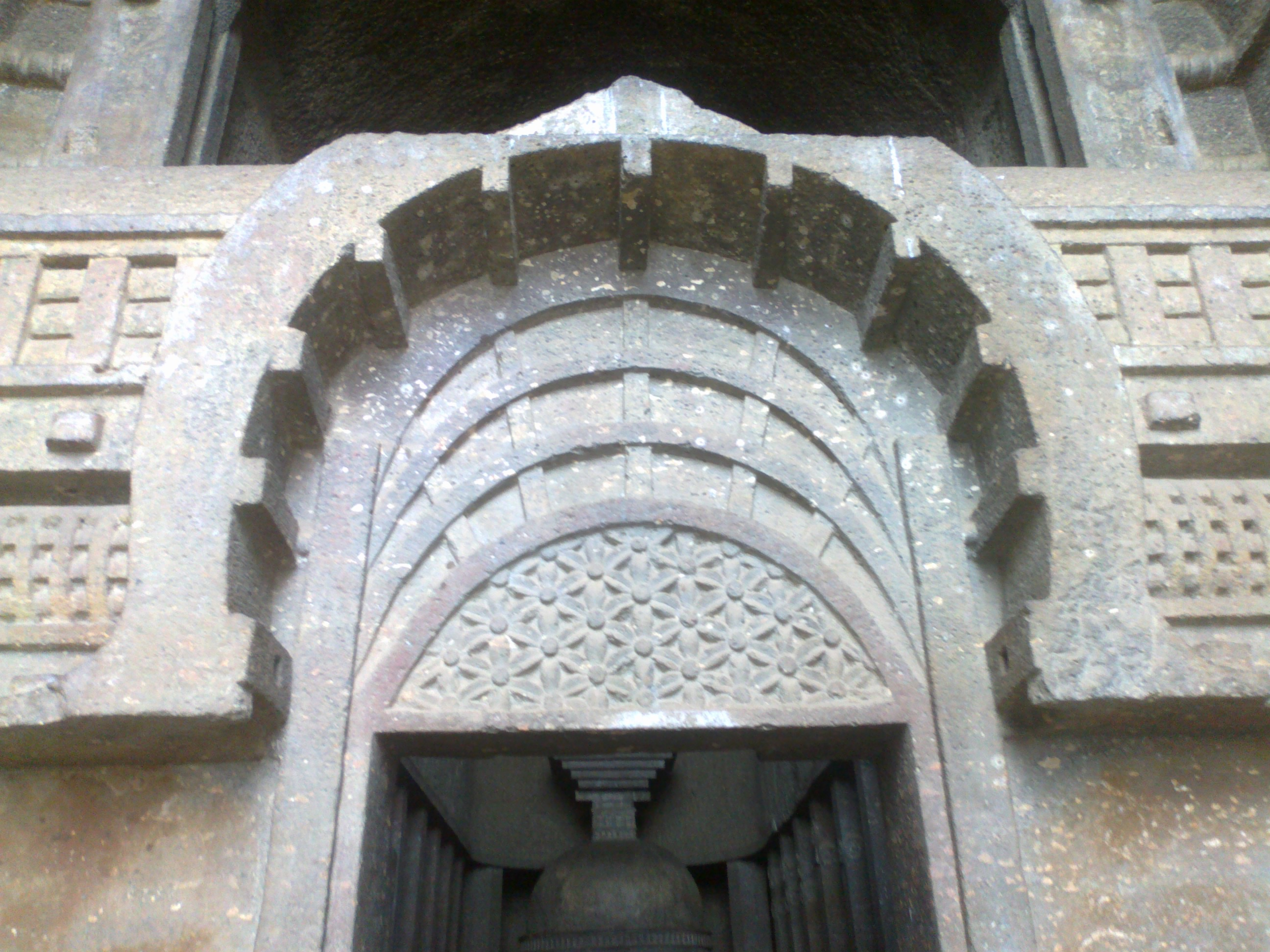
Relieves florales
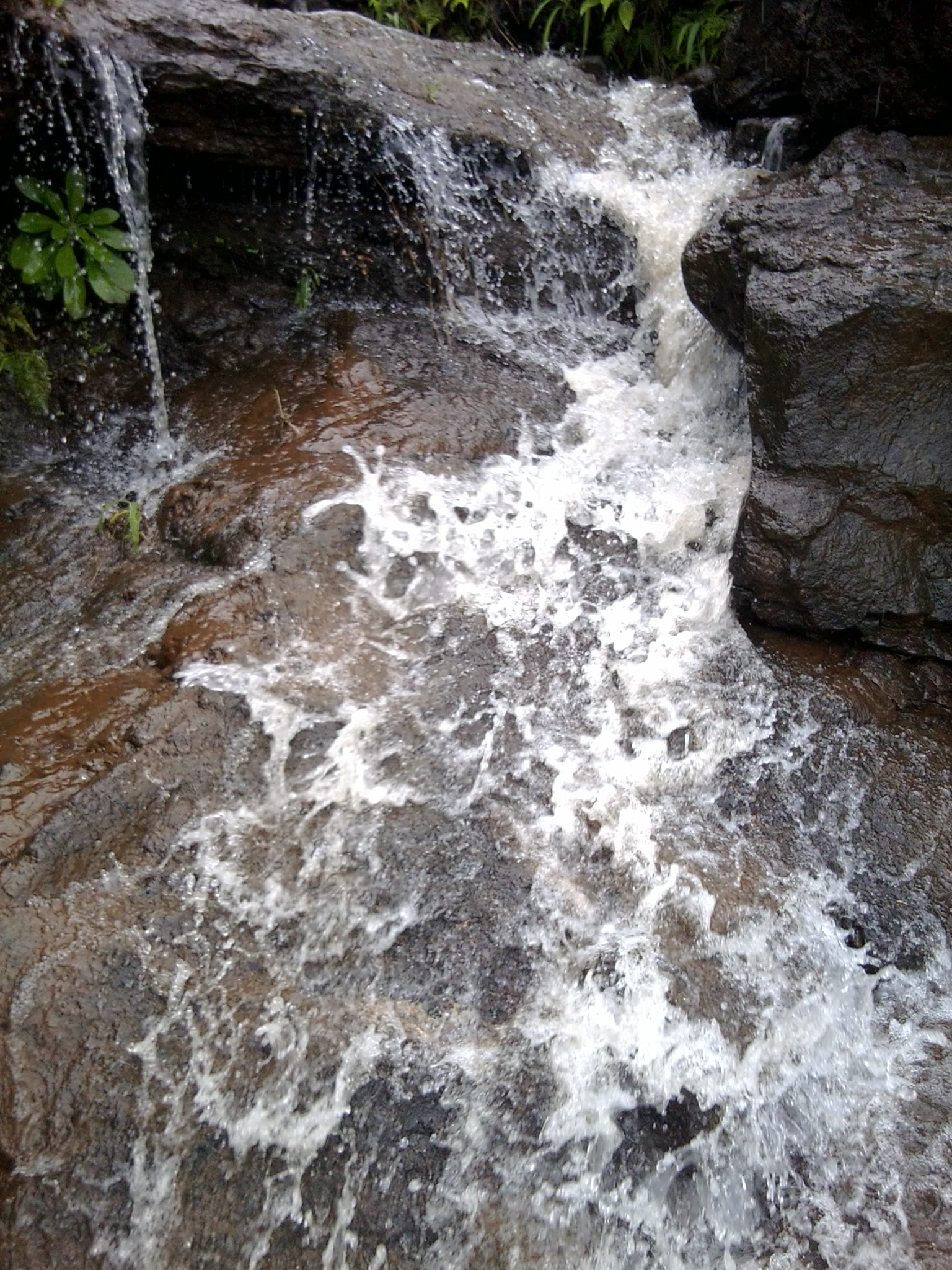
Cascada de las cuevas de Bedse
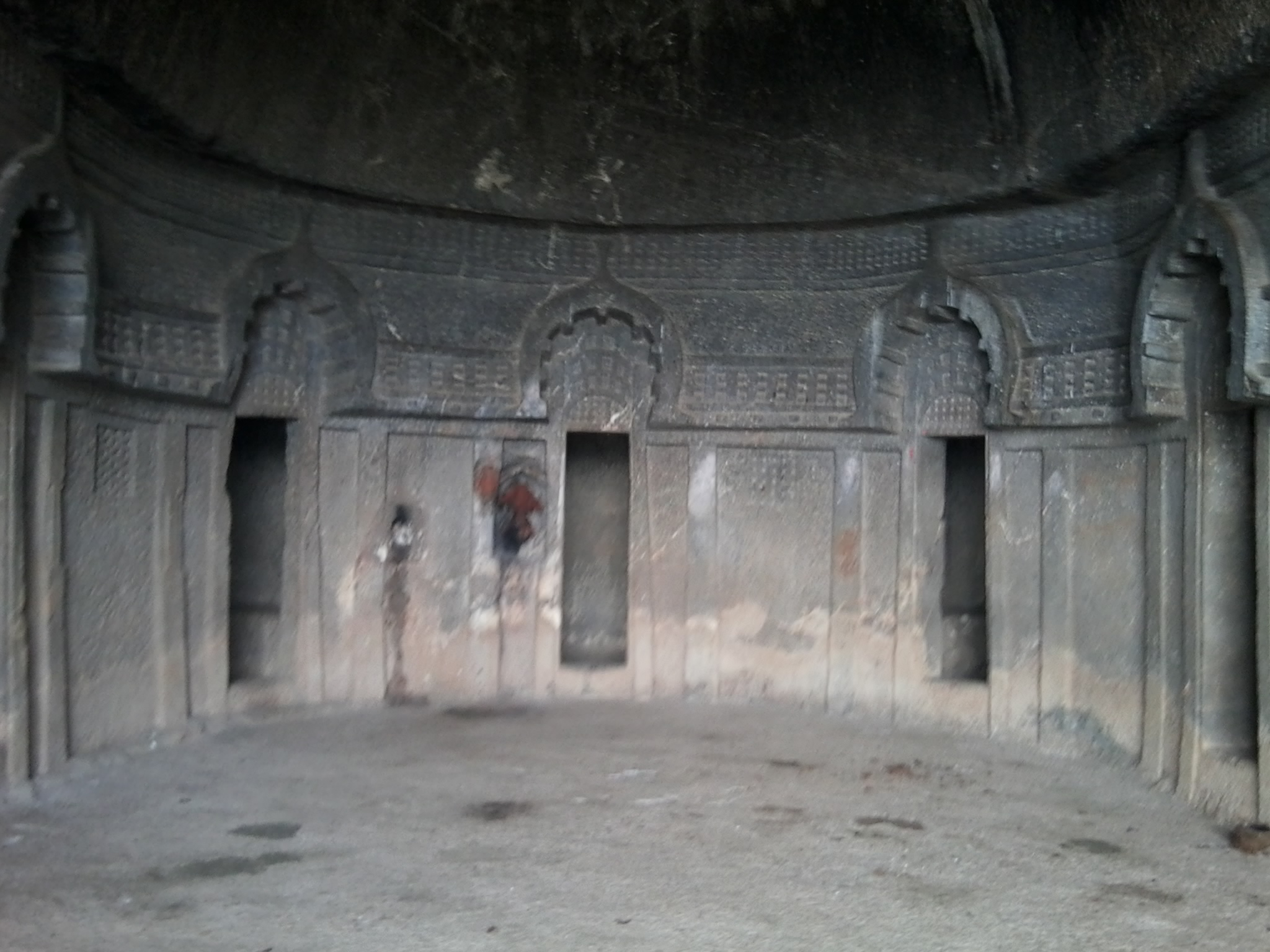
Vihara de las cuevas de Bedse